# Yerington
Yerington ist Verwaltungssitz des Lyon County im US-Bundesstaat Nevada. Das U.S. Census Bureau hat bei der Volkszählung 2020 eine Einwohnerzahl von 3.121 ermittelt.
Die Stadt ist nach Henry Marvin Yerington († 1910) benannt, der zwischen 1868 und 1910 Superintendent der Virginia and Truckee Railroad war.
Yerington besitzt drei Parks, Mountain View Park, Soroptomist Park und den Veteran Park. Außerdem besitzt Yerington einen eigenen Flughafen.
Darcy Farrow, ein Folksong von Steve Gillette und Tom Campbell erwähnt Yerington und andere Stellen in der Gegend, etwa Virginia City, das Carson Valley und den Truckee River. Die bekannteste Version des Liedes wurde von John Denver interpretiert.

## Geographie
Yeringtons geographische Koordinaten sind 38° 59′ N, 119° 10′ W.
Nach den Angaben des United States Census Bureaus hat die Stadt eine Fläche von 4,4 km², die vollständig auf Land entfällt.

## Demographie
Zum Zeitpunkt des United States Census 2000 bewohnten Yerington 2883 Personen. Die Bevölkerungsdichte betrug 654,8 Personen pro km². Es gab 1359 Wohneinheiten, durchschnittlich 308,7 pro km². Die Bevölkerung Yeringtons bestand zu 84,53 % aus Weißen, 0,17 % Schwarzen oder African American, 6,24 % Native American, 0,38 % Asian, 5,79 % gaben an, anderen Rassen anzugehören und 2,88 % nannten zwei oder mehr Rassen. 15,44 % der Bevölkerung erklärten, Hispanos oder Latinos jeglicher Rasse zu sein.
Die Bewohner Yeringtons verteilten sich auf 1203 Haushalte, von denen in 27,7 % Kinder unter 18 Jahren lebten. 46,1 % der Haushalte stellten Verheiratete, 10,2 % hatten einen weiblichen Haushaltsvorstand ohne Ehemann und 39,4 % bildeten keine Familien. 35,0 % der Haushalte bestanden aus Einzelpersonen und in 19,6 % aller Haushalte lebte jemand im Alter von 65 Jahren oder mehr alleine. Die durchschnittliche Haushaltsgröße betrug 2,29 und die durchschnittliche Familiengröße 2,97 Personen.
Die Stadtbevölkerung verteilte sich auf 24,7 % Minderjährige, 8,1 % 18–24-Jährige, 22,2 % 25–44-Jährige, 19,4 % 45–64-Jährige und 15,3 % im Alter von 65 Jahren oder mehr. Das Durchschnittsalter betrug 41 Jahre. Auf jeweils 100 Frauen entfielen 99,1 Männer. Bei den über 18-Jährigen entfielen auf 100 Frauen 92,7 Männer.
Das mittlere Haushaltseinkommen in Yerington betrug 31.151 US-Dollar und das mittlere Familieneinkommen erreichte die Höhe von 39.038 US-Dollar. Das Durchschnittseinkommen der Männer betrug 25.724 US-Dollar, gegenüber 24.550 US-Dollar bei den Frauen. Das Pro-Kopf-Einkommen in Yerington war 18.640 US-Dollar. 17,9 % der Bevölkerung und 12,6 % der Familien hatten ein Einkommen unterhalb der Armutsgrenze, davon waren 26,2 % der Minderjährigen und 12,3 % der Altersgruppe 65 Jahre und mehr betroffen.

### Herkunft
Viele der Einwohner der Stadt haben europäische Wurzeln. Nach den Angaben bei der Volkszählung sind dies zu:
- 19,2 % Deutsche
- 14,2 % Iren
- 6,1 % Italiener
- 4,1 % Schweden

## Persönlichkeiten
- Nevada Barr (* 1952), Schriftstellerin